# Francesco Cennini de' Salamandri
Francesco Cennini de' Salamandri (21 de noviembre de 1566-2 de octubre de 1645) fue un cardenal católico italiano.

## Biografía
Cennini de' Salamandri nació el 21 de noviembre de 1566 en Sarteano en una familia noble de marqueses de Castiglioncello del Trinoro. Recibió un doctorado in utroque iure y fue ordenado sacerdote en 1591 a la edad de 24 años.
Fue nombrado párroco de Sarteano, y arcipreste y vicario general de la diócesis de Chiusi antes de ir a Roma a trabajar como abogado. En 1612, fue elegido obispo de Amelia y se convirtió en signatario de la Penitenciaría Apostólica y se desempeñó como gobernador de Roma durante ocho años. El 21 de octubre de 1612, fue consagrado obispo por Giovanni Garzia Mellini, cardenal-presbítero de los Santi Quattro Coronati, con Alessandro Ludovisi, arzobispo de Bolonia, y Lorenzo Landi, obispo de Fossombrone, sirviendo como co-consagrantes. En 1618, fue nombrado nuncio en España y permaneció allí hasta 1621 y Patriarca latino de Jerusalén, título que conservó hasta 1645.
Cennini de' Salamandri fue elevado a cardenal en 1621 pero no participó en el cónclave papal de ese año. Participó en el cónclave de 1623 que eligió al Papa Urbano VIII y fue nombrado obispo de Faenza ese mismo año, donde sirvió durante 18 años.
Fue nombrado cardenal presbítero de Sabina-Poggio Mirteto en 1641, renunció como obispo de Faenza en 1643 y participó en el cónclave papal de 1644 que eligió al Papa Inocencio X. Fue nombrado Prefecto de la Congregación para el Clero y Vicedecano del Sacro Colegio Cardenalicio más tarde en 1644.
Al año siguiente, 1645, fue nombrado cardenal presbítero de Porto-Santa Rufina pero murió el 2 de octubre, sólo seis meses después. Fue enterrado al pie de la tumba del Papa Pío V en la Cappella Paolina.
Mientras era obispo, fue el coconsagrante principal de Mario Sassi, arzobispo de Rossano (1612); Giovanni Francesco Guidi di Bagno, arzobispo titular de Patrae y nuncio apostólico en Flandes (1614); y Domenico Bonzi, obispo titular de Cesarea de Capadocia y obispo coadjutor de Béziers (1616).